# Morindó
Morindó es una microrregión conformada por una veintena de veredas y centros poblados, los cuales llevan el nombre de la quebrada Morindó. 
Morindó es administrado políticamente por tres municipios del departamento de Córdoba. Al  municipio de Montería, pertenecen el Corregimiento de Morindó su  cabecera el centro poblado Morindó Central y la vereda Morindó La Iguana del Corregimiento de Santa Clara;  al municipio de Los Córdobas le pertenece el centro poblado Morindó Santana, también las veredas de Morindó El Peligro y Morindó La Gloria; y en al municipio de Puerto Escondido le pertenece el centro poblado Morindó Las Mujeres y las veredas Morindó Jaramagal y Morindó Florida.
Siendo una microrregión que produce gran variedad de productos agrícola y una rica ganadería, por lo cual es llamada «La despensa agrícola de Córdoba». Este conjunto de poblaciones se encuentra ubicado en la zona costanera al nororiente del departamento de Córdoba.
Así mismo se debe destacar que geográficamente se ubica las estribaciones de la serranía de Abibe, los cuales son suelos 
muy fértiles y goza de una gran biodiversidad.

## Toponimia
Posiblemente proviene del cacique Morindó quien era el amo y gobernante de estas tierras en la época precolombina.

## Historia
Esta población fue habitada por indígenas en épocas remotas y lleva su nombre en honor al legendario cacique "Morindu", los antiguos zenúes, fueron los primeros en habitar este territorio, los indígenas habían tenido hasta antes de la conquista una buena salud, pero los españoles trajeron una enorme carga de epidemias como la viruela y la gripe, estas enfermedades provocaban, la muerte de los nativos; quienes fallecían en grandes cantidades que no era posible sepultarlos y muchos de los indígenas murieron por enfermedades dejándonos restos de terrazas y ruinas antiguas las cuales aun se conservan hasta la actualidad en precarias condiciones. 
La Asamblea del Departamento de Bolívar el 24 de abril de 1923 anexo a Morindó al municipio de Lorica. Aunque a mediados del siglo XIX hubo intentos en convertir los Morindó en un municipio el proyecto fracaso debido a su baja población y poca infraestructura, finalmente la recién creada Asamblea Departamental de Córdoba" optó por dividir a Morindó entre los municipios de Montería, Puerto Escondido y Los Córdobas.
Por otra parte también encontramos olas migratorias más recientes históricamente procedentes del Bajo Sinú, asimismo Morindó también recibió una importante población de afrocolombianos y desplazados procedentes de las costas del país y las zonas más afectadas por el conflicto armado vivido en la segunda mitad del siglo XIX.
Morindó es considerado la despensa agrícola más importante del departamento de Córdoba a pesar de su división política y de la emigración constante de jóvenes, principalmente a la ciudad Montería debido a la falta de oportunidades y empleos estables. Situación que ha provocado un descenso demográfico durante las primeras décadas del siglo XXI, aunque con la crisis causada pandemia del COVID-19 muchos emigrantes han retornado al pueblo.
Aunque la gran mayoría de habitantes no practican una religión específica, cabe resaltar la gran diversidad religiosa existente en la zona donde confluyen pacíficamente muchas creencias religiosas como la Iglesia Católica, la Iglesia Pentecostal, las iglesias trinitarias, Testigos de Jehová, entre otras.

## Geografía

### Ubicación

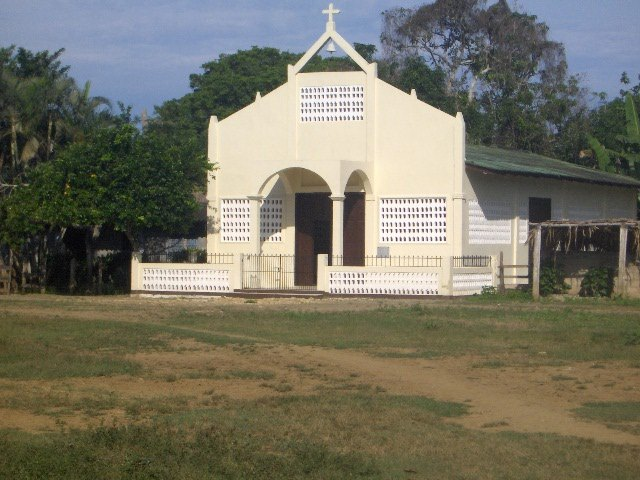
Capilla católica Morindó Santa Ana

Se encuentra ubicado en el noroccidente del departamento de Córdoba. A 30 km de Montería en la margen derecha de la vía Montería-Arboletes.

### Límites
Al norte limita con la vereda El Silencio y El Pantano del municipio de Canalete; al occidente con las veredas El Arizal, La Caña de Canalete y El Ébano; al oriente con los corregimientos de Santa Clara y Santa Lucía, al sur con el centro poblado La Aponderancia del municipio Los Córdobas.

### División geográfica y política
Esta región del departamento de Córdoba, está conformado por alrededor de treinta veredas divididos entre los municipios de Montería, Los Córdobas y Puerto Escondido.

## Quebrada Morindó
Es un corriente de agua salífera con un potencial ecológico, paisajístico y turísticos para la región, pero además un patrimonio ambiental y cultural para esta población esta quebrada y sus afluentes están rodeados de vegetación propia de bosques tropicales y especies de fauna silvestre como conejos, zarigüeyas, aves migratorias, iguanas, armadillos, reptiles, insectos, entre otras. También posee cascadas en Morindó Betulia y en Morindó Santa Fe y piscinas naturales en las cuales se conservan hermosos paisajes en la región. La quebrada le fue dado el nombre de “MORINDO” en honor a un cacique Zenú llamado Murindo, hace algunas décadas la quebrada de Morindó era usada como vía entre sus habitantes lo que llevó a que muchas de las veredas y viviendas quedaran en las orillas de la quebrada y que todas las poblaciones por las que pasan sus aguas tengan el mismo nombre.

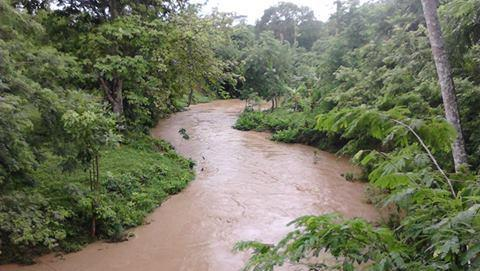
La Quebrada con la corriente crecida

Esta es la corrientes con mayor área dentro de la Cuenca del Río Canalete y, por consiguiente, uno de sus mayores a portantes, tiene un área de 6.700 ha y su curso principal tiene una extensión de 34.500 m desde su nacimiento en la cota 200 m s. n. m. hasta su desembocadura en el Río Canalete. Sus principales vertientes son; La Quebrada La Icotea, la quebrada La Alinagra, la quebrada Dos Bocas y La Quebrada del Guacho.
Pero en las últimas décadas la tala indiscriminada de árboles, así como la erosión del suelo en gran parte del arroyo, el arrojo de residuos sólidos y líquidos, la cacería excesiva, entre otros han provocado un gran deterioro en la microcuenca

## Economía
Las actividades económicas de la región son principalmente la ganadería tradicional, la agricultura tradicional y en menor escala el comercio. Las principales actividades agrícolas son los cultivos de maíz, plátano, ají, yuca, fréjoles, ñames, ajonjolí, frutales como mango, papaya, corozo, guayaba y guanábano, el suelo la región es muy fértil y la zona es considerada "La Despensa Agrícola De Córdoba".

## Ferias y fiestas
En esta región cada año se realizan múltiples fiestas y celebraciones entre las más importantes tenemos; la fiesta del "Chave Hernandez" en el mes de enero en Morindó Dos Bocas, la celebración del día de campesino en Morindó Santa Ana en el mes de junio, además las fiestas tradicionales de Morindó Central en el mes de febrero, Morindó Santa Cruz, la fiestas en Morindó Santa Fe, Morindó La Iguana y Morindó las Mujeres.

## Listado de los Morindó
En la siguiente tabla encontramos los nombres de las veredas o centros poblados que conforman la microrregión Morindó, al menos diecinueve son reconocidas como veredas en los planes de ordenamiento territorial de sus respectivos municipios. 
| Nombre del Morindó            | Tipo de entidad | Municipio        |
| ----------------------------- | --------------- | ---------------- |
| Morindo Abajo                 | Vereda          | Puerto Escondido |
| Morindó Aguas Vivas el cerro  | Vereda          | Puerto Escondido |
| Morindó Bella Vista           | Vereda          | Montería         |
| Morindó Betulia               | Vereda          | Montería         |
| Morindó Bocas de Tigre        | Vereda          | Puerto Escondido |
| Morindó Campo Bello           | Vereda          | Puerto Escondido |
| Morindó Caño Viejo-Las Flores | Vereda          | Puerto Escondido |
| Morindó Central               | Centro poblado  | Montería         |
| Morindó Cerro Campamento      | Vereda          | Puerto Escondido |
| Morindó Cerro el Palmar       | Vereda          | Puerto Escondido |
| Morindó Dos Boca              | Vereda          | Montería         |
| Morindó El Águila             | Vereda          | Montería         |
| Morindó El Castillo           | Vereda          | Puerto Escondido |
| Morindó El Cielo              | Vereda          | Los Córdobas     |
| Morindó El Darién             | Vereda          | Puerto Escondido |
| Morindó El Peligro            | Vereda          | Los Córdobas     |
| Morindó El Porvenir           | Vereda          | Los Córdobas     |
| Morindó Florida               | Vereda          | Puerto Escondido |
| Morindó Jaramagal             | Vereda          | Puerto Escondido |
| Morindó La Esmeralda          | Vereda          | Puerto Escondido |
| Morindó La Gloria             | Vereda          | Los Córdobas     |
| Morindó La Iguana             | Vereda          | Montería         |
| Morindó La Unión              | Vereda          | Los Córdobas     |
| Morindó Las Mujeres           | Centro poblado  | Puerto Escondido |
| Morindó Los Andes             | Vereda          | Montería         |
| Morindó Miraflores            | Vereda          | Puerto Escondido |
| Morindó Nueva Esperanza       | Vereda          | Montería         |
| Morindó San Felipe            | Vereda          | Montería         |
| Morindó San Miguel            | Vereda          | Los Córdobas     |
| Morindó Santana               | Centro poblado  | Los Córdobas     |
| Morindó Santa Cruz            | Vereda          | Los Córdobas     |
| Morindó Santa Domingo         | Vereda          | Montería         |
| Morindó Santa Fe              | Vereda          | Montería         |